# X Games de Invierno Aspen 2024
La XXVIII edición de los X Games de Invierno se celebró en Aspen (Estados Unidos) entre el 26 y el 28 de enero de 2024 bajo la organización de la empresa de televisión ESPN.
Se disputaron pruebas de esquí acrobático y snowboard.

## Medallistas de esquí acrobático

### Masculino
| Evento       | Oro                            | Plata                         | Bronce                      |
| ------------ | ------------------------------ | ----------------------------- | --------------------------- |
| Big air      | Troy Podmilsak Estados Unidos  | Alexander Hall Estados Unidos | Daniel Bacher · Austria     |
| Slopestyle   | Birk Ruud · Noruega            | Alexander Hall Estados Unidos | Mac Forehand Estados Unidos |
| Superpipe    | Alex Ferreira Estados Unidos   | Nico Porteous Nueva Zelanda   | Hunter Hess Estados Unidos  |
| Knuckle huck | Colby Stevenson Estados Unidos | Henrik Harlaut · Suecia       | Jesper Tjäder · Suecia      |

### Femenino
| Evento       | Oro                     | Plata                       | Bronce                      |
| ------------ | ----------------------- | --------------------------- | --------------------------- |
| Big air      | Tess Ledeux Francia     | Anastasiya Tatalina · Rusia | Rell Harwood Estados Unidos |
| Slopestyle   | Tess Ledeux Francia     | Mathilde Gremaud · Suiza    | Giulia Tanno · Suiza        |
| Superpipe    | Eileen Gu China         | Zoe Atkin Reino Unido       | Amy Fraser · Canadá         |
| Knuckle huck | Olivia Asselin · Canadá | Rell Harwood Estados Unidos | Sarah Höfflin · Suiza       |

## Medallistas de snowboard

### Masculino
| Evento       | Oro                           | Plata                     | Bronce                  |
| ------------ | ----------------------------- | ------------------------- | ----------------------- |
| Big air      | Taiga Hasegawa Japón          | Hiroaki Kunitake Japón    | Mons Røisland · Noruega |
| Slopestyle   | Redmond Gerard Estados Unidos | Mark McMorris · Canadá    | Mons Røisland · Noruega |
| Superpipe    | Scott James Australia         | Ruka Hirano Japón         | Kaishu Hirano Japón     |
| Knuckle huck | Liam Brearley · Canadá        | Zeb Powell Estados Unidos | Darcy Sharpe · Canadá   |

### Femenino
| Evento       | Oro                      | Plata                    | Bronce                   |
| ------------ | ------------------------ | ------------------------ | ------------------------ |
| Big air      | Kokomo Murase Japón      | Reira Iwabuchi Japón     | Anna Gasser · Austria    |
| Slopestyle   | Mia Brookes Reino Unido  | Kokomo Murase Japón      | Reira Iwabuchi Japón     |
| Superpipe    | Chloe Kim Estados Unidos | Mitsuki Ono Japón        | Cai Xuetong China        |
| Knuckle huck | Kokomo Murase Japón      | Annika Morgan · Alemania | Egan Wint Estados Unidos |

## Medallero
| Núm. | País           | Oro | Plata | Bronce | Total |
| ---- | -------------- | --- | ----- | ------ | ----- |
| 1    | Estados Unidos | 5   | 4     | 4      | 13    |
| 2    | Japón          | 3   | 5     | 2      | 10    |
| 3    | Canadá         | 2   | 1     | 2      | 5     |
| 4    | Francia        | 2   | 0     | 0      | 2     |
| 5    | Reino Unido    | 1   | 1     | 0      | 2     |
| 6    | Noruega        | 1   | 0     | 2      | 3     |
| 7    | China          | 1   | 0     | 1      | 2     |
| 8    | Australia      | 1   | 0     | 0      | 1     |
| 9    | Suiza          | 0   | 1     | 2      | 3     |
| 10   | Suecia         | 0   | 1     | 1      | 2     |
| 11   | Alemania       | 0   | 1     | 0      | 1     |
| 11   | Nueva Zelanda  | 0   | 1     | 0      | 1     |
| 11   | Rusia          | 0   | 1     | 0      | 1     |
| 14   | Austria        | 0   | 0     | 2      | 2     |
|      | TOTAL          | 16  | 16    | 16     | 48    |